# Canale 10 (Lazio)
Canale 10 è un’emittente televisiva regionale laziale presente al n. 10 del telecomando del digitale terrestre.
Dal 2 ottobre 1995 è in onda CANALE 10 NEWS, il primo telegiornale interamente dedicato al X Municipio del Comune di Roma, ai Comuni di Fiumicino, Ladispoli, Pomezia ed al litorale limitrofo e al suo entroterra.
Nel corso degli anni, il TG ha visto l’avvicendarsi di numerosi giornalisti che hanno saputo poi, grazie all’esperienza maturata nella informazione locale di qualità, approdare alle testate giornalistiche e televisive nazionali. Hanno trovato poi notevole spazio anche programmi d’intrattenimento di successo, dibattiti, dirette televisive e telecronache sportive.
L’intera programmazione di Canale 10 è disponibile sul sito www.canaledieci.it e sulle applicazioni iPhone e Android con la possibilità di seguire l’emittente in tutto il mondo attraverso la diretta streaming.
Il sito canaledieci.it, in crescita esponenziale, sta diventando un solido punto di riferimento per l’informazione di tutta la provincia di Roma.
Canale 10 oltre ad avere un canale YouTube è presente su tutti i più importanti social e ha una pagina Facebook seguita da più di 100.000 follower.
Come confermato a livello nazionale Canale 10 è tra le prime 50 Tv locali più seguite in tutta Italia ed è una realtà sempre al passo con i tempi proiettata verso il futuro con il sistema Hbbtv e la nascita a dicembre 2020 di Dieci Play con la possibilità di vedere On demand Canale 10 sulle Smart TV.